# لويس كافاريلي
لويس أنجيل كافاريلي (من مواليد 8 ديسمبر 1948) هو عالم رياضيات أرجنتيني وسطع نجمه في مجال المعادلات التفاضلية الجزئية وتطبيقاتها.